# به جانوران غذا ندهید

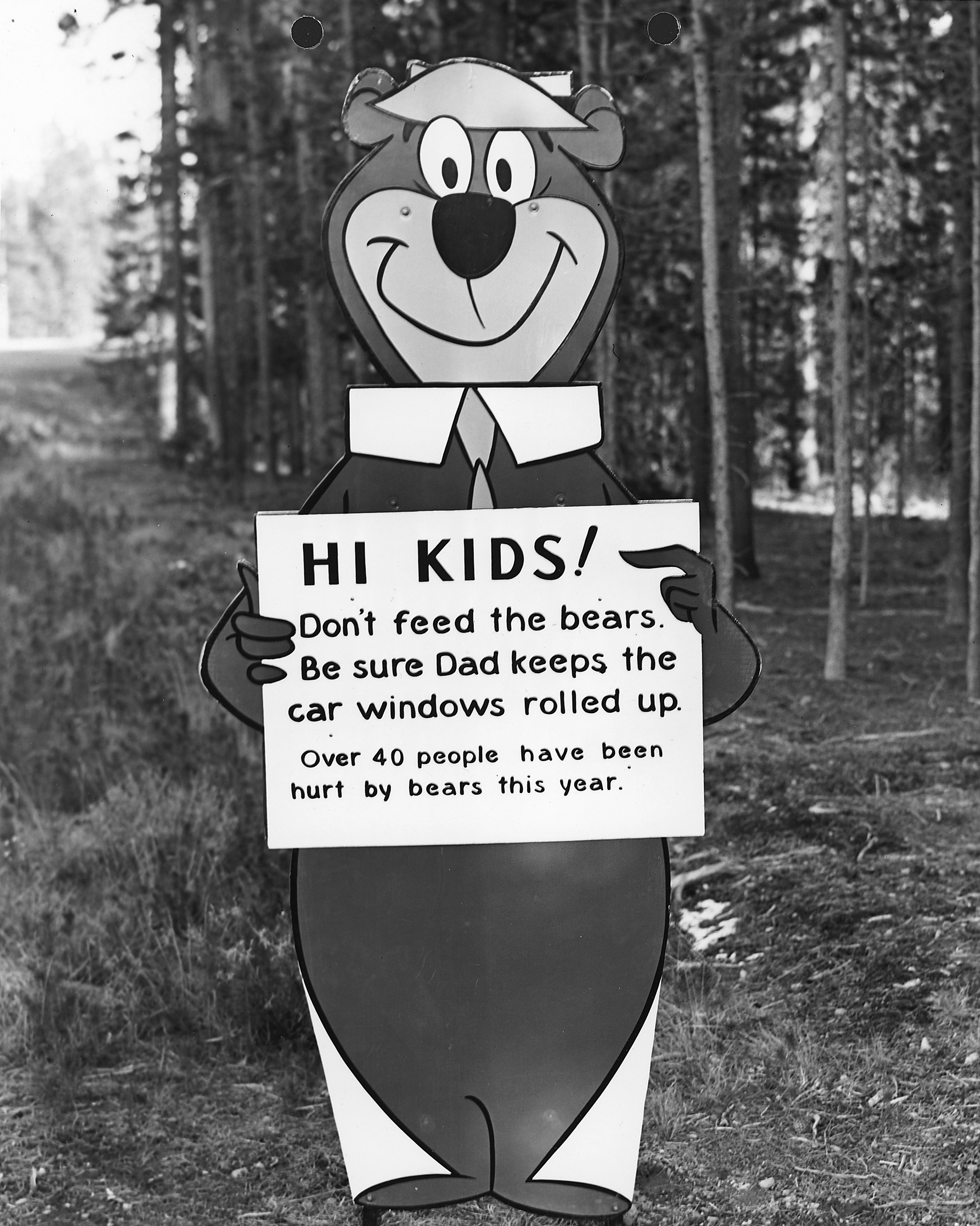
در دهه ۱۹۶۰، پارک‌های ملی ایالات متحده پرهیز از غذا دادن به جانوران را تشویق کردند

به جانوران غذا ندهید (انگلیسی: Do not feed the animals) منعکس‌کننده سیاست منع تغذیه مصنوعی حیات وحش یا جانوران وحشی است. تابلوهایی که این پیام را نشان می‌دهند، معمولاً در باغ وحش‌ها، سیرک‌ها، پارک‌های موضوعی جانوران، آکواریوم‌ها، پارک‌های ملی ، پارک‌ها، فضاهای عمومی، کشتزارها و سایر مکان‌هایی که مردم با حیات وحش در تماس هستند، دیده می‌شود. در برخی موارد قوانینی برای اجرای چنین سیاست‌های جلوگیری از تغذیه وجود دارد.